# Jord i hovedet
Jord i hovedet er en roman af Dennis Jürgensen fra 1985. Romanen låner kraftigt af Edgar Allan Poes gyserhistorier, hvilket Jürgensen også selv afslører i en dedikation i romanens begyndelse. 
Den handler om hovedpersonen Edgar, der en dag møder en pige i en burgerbar. Inden længe er han dybt forelsket, hvilket leder ham ud på randen af vanvid. 
| Bog | Spire Denne artikel om bøger og tidsskrifter er en spire som bør udbygges. Du er velkommen til at hjælpe Wikipedia ved at udvide den. |